# 마쓰다이라 다케마사
마쓰다이라 다케마사(일본어: 松平武雅)는 고즈케 다테바야시번 제2대 번주이자 오치 마쓰다이라 가(越智松平家) 제2대 당주이다. 친부는 미노 다카스 번주 마쓰다이라 요시유키이다. 아명은 신노스케(新之助). 개명전 이름은 유키타카(行高). 관위는 종오위하, 히젠노카미.
말년까지 자식이 없어 히타치 후추 번 출신의 마쓰다이라 다케치카가 양자로서 오치 가문의 가독을 이었다.
| 전임 마쓰다이라 기요타케 | 제2대 오치 마쓰다이라 가 당주 1724년 ~ 1728년 | 후임 마쓰다이라 다케치카 |

| 전임 마쓰다이라 기요타케 | 제2대 다테바야시번 번주 (오치 마쓰다이라 가문) 1724년 ~ 1728년 | 후임 마쓰다이라 다케치카 |